# بلومرد
بلومرد (به فرانسوی: Blomard) یک کمون در فرانسه است که در canton of Montmarault واقع شده‌است. بلومرد ۲۲٫۳۷ کیلومتر مربع مساحت دارد و ۴۴۰ متر بالاتر از سطح دریا واقع شده‌است.